# Xarxa Alcover
La Xarxa Alcover és un conjunt d'entitats per a la promoció del teatre en català. Es va constituir com a tal el 10 de setembre de 2011.
El 1996 a la Mostra de Teatre d'Alcoi es va fundar el Projecte Alcover amb l'objectiu de crear una escena catalana de teatre en català. El 2011 la Xarxa Alcover neix amb la voluntat de recollir i millorar el projecte Alcover. Els objectius actuals de l'associació Xarxa Alcover són el reforçament de la mobilitat entre l'espai escènic català dels territoris que comparteixen la mateixa llengua i la creació de fòrums de reflexió entorn de la realitat de les arts escèniques catalanes actuals. El 2009 el projecte rebé el Premi Memorial Francesc Macià.